# Nobuhisa Urata
Nobuhisa Urata (født 13. september 1989) er en japansk fodboldspiller, som spiller for den japanske fodboldklub Matsumoto Yamaga FC.